# 聖者の行進 (キタニタツヤの曲)
「聖者の行進」（せいじゃのこうしん、英: When The Weak Go Marching In）は、日本のシンガーソングライター・キタニタツヤの2枚目のCDシングル。2021年8月18日にMASTERSIX FOUNDATIONからリリースされた。

## 概要
キタニタツヤのメジャーデビュー後、初のCDシングル。表題曲「聖者の行進」はフジテレビ・ノイタミナ枠TVアニメ『平穏世代の韋駄天達』のOPテーマに起用された。これがキタニのソロ名義初のタイアップとなる。表題曲はアニメの初回放映日である7月22日に先行配信されたほか、8月12日にミュージックビデオがYouTubeにて公開された。監督は大喜多正毅。『平穏世代の韋駄天達』の原作を読み込んだキタニは物語の中に登場する「大きな理不尽のなかで、何もできずただ救いを求める人間の在り方」にシンパシーを感じ、現実世界で自分たちが直面している不条理な状況と重ね合わせ表題曲の制作に取り組んだ。またサウンド面では、アニメのOPに使用されるという前提があったことから映像的な緩急を意識し、ミニマルな音像からサビでスケール感のあるスタジアムロックへ展開するという構成となった。
カップリングの「Ghost!? (Bad Mood Junkie ver.)」は2020年12月から行った4ヶ月連続配信シングルリリース企画の第4弾楽曲「Ghost!?」のリアレンジバージョン。オリジナルバージョンではプロデュース、アレンジ、演奏を多国籍ファンクバンドのALIが担当しているが、ALIが不在の状況ではライブで音源を再現できないことから、普段ライブを行っているチームで演奏ができるようにキタニ自身がリアレンジを施した。曲名の「Bad Mood Junkie ver.」の意味は、ALIへのリスペクトを込めてアルファベットの「A」と「L」と「I」をそれぞれ一つずつずらした「B」と「M」と「J」に適当な単語を後付けしたもの。また、「レコーディングではテイクを3つしか録らない」というALIのポリシーに則り、ボーカルのレコーディングでは普段はセクションごとに区切り複数回歌うところを曲の頭から最後まで通して歌った3テイクしか録らなかった。
もう一つのカップリングの「人間みたいね (Acoustic ver.)」は2020年にリリースしたアルバム『DEMAGOG』に収録されている楽曲「人間みたいね」のアコースティックバージョン。TikTokに原型となるアレンジバージョンを投稿したところ想定以上の反響があったことからフルサイズの制作が決定した。TikTokに投稿した音源ではピアノはキタニ自身が打ち込んだものだったが、「人間みたいね (Acoustic ver.)」では平畑徹也が演奏を担当している。

## 収録曲
| 全作詞・作曲・編曲: キタニタツヤ。 |                                    |              |              |      |
| #                                  | タイトル                           | 作詞         | 作曲・編曲   | 時間 |
| 1.                                 | 「聖者の行進」                     | キタニタツヤ | キタニタツヤ | 2:57 |
| 2.                                 | 「Ghost!? (Bad Mood Junkie ver.)」 | キタニタツヤ | キタニタツヤ | 3:18 |
| 3.                                 | 「人間みたいね (Acoustic ver.)」   | キタニタツヤ | キタニタツヤ | 4:39 |
| 合計時間:                          | 合計時間:                          | 10:54        |              |      |

## クレジット
All songs written and arranged by キタニタツヤ
聖者の行進
- All Instruments & Programming, Recording：キタニタツヤ
- Mix：浦本雅史
- Mastering：John Greenham

Ghost!? (Bad Mood Junkie ver.)
- Piano：平畑徹也
- Drums：Matt
- All Other Instruments & Programming：キタニタツヤ
- Recording, Mix：yasu (Tinkle-POP)
- Mastering：酒井秀和(Sony Music Studios Tokyo)

人間みたいね (Acoustic ver.)
- Piano：平畑徹也
- Acoustic Guitar：キタニタツヤ
- Recording, Mix：yasu (Tinkle-POP)
- Mastering：酒井秀和(Sony Music Studios Tokyo)

## ライブ
2021年10月31日より、全国7都市を巡るツアー「キタニタツヤ One Man Tour "聖者の行進"」が開催された。また、ツアーファイナルである11月22日の東京公演では有料ライブ配信が実施された。この配信ではライブ映像のほか、ツアーのオフショットを収録したドキュメンタリー映像が併せて公開された。

### 日程
| 公演年 | 公演日   | 会場                    | 備考                                               | 出典        |
| ------ | -------- | ----------------------- | -------------------------------------------------- | ----------- |
| 2021年 | 10月31日 | 札幌SPiCE               | 11月22日の東京公演では有料ライブ配信が実施された。 | [ 8 ] [ 9 ] |
| 2021年 | 11月3日  | 大阪BIGCAT              | 11月22日の東京公演では有料ライブ配信が実施された。 | [ 8 ] [ 9 ] |
| 2021年 | 11月6日  | 名古屋BOTTOM LINE       | 11月22日の東京公演では有料ライブ配信が実施された。 | [ 8 ] [ 9 ] |
| 2021年 | 11月14日 | 広島SECOND CRUTCH       | 11月22日の東京公演では有料ライブ配信が実施された。 | [ 8 ] [ 9 ] |
| 2021年 | 11月16日 | 福岡BEAT STATION        | 11月22日の東京公演では有料ライブ配信が実施された。 | [ 8 ] [ 9 ] |
| 2021年 | 11月20日 | 仙台LIVE HOUSE enn 2nd  | 11月22日の東京公演では有料ライブ配信が実施された。 | [ 8 ] [ 9 ] |
| 2021年 | 11月22日 | 新木場USEN STUDIO COAST | 11月22日の東京公演では有料ライブ配信が実施された。 | [ 8 ] [ 9 ] |

### セットリスト
ツアーファイナルの東京公演より。
- 本編

1. ハイドアンドシーク
2. Ghost!?
3. パノプティコン
4. Cinnamon
5. 白無垢
6. 記憶の水槽
7. Stoned Child
8. クラブ・アンリアリティ
9. 人間みたいね (Acoustic ver.)
10. Sad Girl (Acoustic ver.)
11. デッドウェイト
12. 夜がこわれる
13. I DO NOT LOVE YOU.
14. 悪夢
15. 逃走劇
16. Rapport
17. 君のつづき
18. 聖者の行進

- アンコール

1. 泥中の蓮
2. 悪魔の踊り方

### ライブメンバー
- Vocal：キタニタツヤ
- Keyboards：平畑徹也
- Guitar：秋好佑紀
- Bass：齋藤祥秀
- Drums：Matt